# Deinze Export
Deinze Export is een Belgisch bier. Het wordt gebrouwen door Huisbrouwerij Sint Canarus te Gottem in opdracht van JCI Deinze en Leiestreek.

## Achtergrond
Deinze Export wordt gebrouwen in opdracht van JCI of “Jonge Kamer Deinze en Leiestreek”. Het werd gelanceerd in maart 2007.
Voor het etiket werd gekeken naar de etiketten van vroegere export-bieren en op basis daarvan werd een ouderwets etiket ontworpen.

## Het bier
Deinze Export is een blond bier van lage gisting van het type export met een alcoholpercentage van 4,6%. 